# Rita Chatterton
Rita Chatterton (nacida Rita Filicoski; 22 de enero de 1957)  Es una árbitro de lucha libre profesional retirada. Apareciendo como Rita Marie, se convirtió en la primera mujer árbitro de la Federación Mundial de Lucha Libre (WWF, ahora WWE) en 1984. Chatterton acusó al promotor de la WWE Vince McMahon de violarla en 1986, su último año en la empresa. Es miembro fundadora del Salón de la Fama de la Lucha Libre Profesional Internacional y del Salón de la Fama de la Lucha Libre Femenina.

## Primeros Años
Chatterton nació en Albany, Nueva York, el 22 de enero de 1957 y creció en la cercana ciudad de Mechanicville. Está divorciada y tiene una hija. Su hermano, Christopher, soñaba con ser luchador antes de su muerte en 1979 y la inspiró a involucrarse en la industria de la Lucha libre profesional. Las complicaciones de un colapso pulmonar le impidieron convertirse en luchadora, por lo que comenzó a trabajar como árbitro. Fue entrenada por Tony Altomare y se convirtió en árbitro autorizada en el Estado de Nueva York en 1984.

## Carrera de lucha libre profesional
Chatterton, conocida como Rita Marie, se convirtió en la primera mujer árbitro en trabajar en la Federación Mundial de Lucha Libre (WWF). Chatterton ha declarado que los ejecutivos de la WWF, Pat Patterson y Jay Strongbow, intentaron impedir que ella oficiara su primera lucha, y sólo lo permitieron después de que ella amenazó con demandarlos a ellos y a la WWF.  Aunque pasó a trabajar en una lucha por equipos de mujeres más tarde esa noche, Chatterton dice que Patterson alentó a los luchadores a lastimarla para que no quisiera volver a trabajar con la promoción, pero los luchadores se negaron a obedecer.
Después de realizar algunos trabajos más pequeños para la promoción, hizo su debut televisivo en un programa del Madison Square Garden en enero de 1985. Posteriormente se convertiría en una característica habitual de la compañía durante su era Rock 'n' Wrestling Connection.  Durante este tiempo, apareció en la revista WWF y Cosmopolitan, y fue entrevistada en Tuesday Night Titans. Chatterton afirma que dejó un trabajo en Frito-Lay durante este tiempo debido a las promesas de un futuro lucrativo con la WWF.
Chatterton alega que el promotor de WWF, Vince McMahon, la violó en su limusina en julio de 1986. Un abogado de la promoción afirmó que había sido "despedida con causa justificada" en 1986, mientras que otra fuente afirma que renunció a la empresa ese año.  Como siguió siendo árbitro autorizada, la Comisión Atlética del Estado de Nueva York la envió a trabajar en algunos eventos más pequeños de la WWF después de 1986, pero ella se negó a trabajar en espectáculos a los que sabía que asistiría McMahon. Finalmente decidió alejarse de la lucha libre después de la muerte de su amigo cercano André el Gigante en 1993. Posteriormente, la WWF/WWE fue acusada de eliminarla de su historia, ya que promovieron a Jessika Carr como su primera árbitro mujer después de su debut en 2017.
Después de décadas alejada de la lucha libre, Chatterton comenzó a hacer apariciones y entrevistas a principios de la década de 2020, cuando fue incluida en el Salón de la Fama de la Lucha Libre Profesional Internacional y en el Salón de la Fama de la Lucha Libre Femenina. Aunque descartó la posibilidad de volver a trabajar para McMahon, está abierta a participar nuevamente en la lucha libre en el futuro.  Actualmente se desempeña como mentora en la escuela de lucha libre de Leonard Inzitari.

## Acusación de agresión sexual de Vince McMahon
En 1992, los productores que trabajaban para la personalidad de televisión y periodista Geraldo Rivera se acercaron a Chatterton con respecto a la acusación de violación contra McMahon. Ella se presentó y contó su historia públicamente en dos de los programas de Geraldo Rivera: Now It Can Be Told y The Geraldo Rivera Show. Según New York Magazine, sus acusaciones no obtuvieron mucha cobertura en ese momento debido a que WWF enfrentó otros escándalos, incluidas acusaciones de distribución de esteroides y acusaciones de abuso sexual infantil que involucraban a otros funcionarios de WWF. McMahon negó la acusación y, junto con su esposa, Linda McMahon , demandó a Chatterton, Rivera y los productores de Rivera. La demanda fue abandonada después de que fue acusado en el caso de esteroides que terminó con su absolución en 1994.
Su acusación resurgió en junio de 2022. Mientras Abraham Riesman perfilaba su carrera de lucha libre para la revista New York Magazine, otras mujeres hicieron nuevas acusaciones de conducta sexual inapropiada contra McMahon, lo que la llevó a hablar públicamente por primera vez desde 1992. El luchador Leonard Inzitari corroboró su historia en el artículo. Ese diciembre, Chatterton presentó una demanda contra McMahon, solicitando 11,75 millones de dólares en daños y perjuicios. Vince McMahon llegó a un acuerdo más tarde ese mes, y su abogado afirmó que mantiene su inocencia, pero llegó a un acuerdo para "evitar el costo del litigio".Personas familiarizadas con el asunto informaron que McMahon acordó un acuerdo multimillonario.
En febrero de 2024, The Wall Street Journal informó que investigadores federales estaban investigando las acusaciones de agresión sexual contra McMahon y si los pagos realizados a sus acusadores violaban la ley federal. Chatterton fue nombrada en una citación del gran jurado como una de las mujeres cuyas reclamaciones están siendo investigadas.

## Premios y logros
- Salón de la fama de la lucha libre profesional internacional

1. Premio Pionero (Trailblazer Award) (2021)[14]

- Salón de la fama de la lucha libre femenina

1. Clase de 2023[15]